# ريح الشركي (رواية)
ريح الشركي رواية للكاتب المغربي محسن الوكيلي صدرت سنة 2017 عن دار الساقي، بلغت إلى القائمة القصيرة لجائزة الشيخ زايد للكتاب في دورتها 12. نالت الرواية على منحة الصندوق العربي للثقافة والفنون آفاق وجاءت في حوالي 216 صفحة وعالجت قضايا الاستبداد والعشق والأوبئة التي عرفها المغرب في القرن السادس عشر. تعتبر رواية ريح الشركي من أبرز الأعمال التي صدرت للكاتب إلى جانب أعمال روائية أخرى كرواية رياح آب الفائزة بجائزة الشارقة للإبداع العربي والصادرة عن دائرة الثقافة لإمارة الشارقة ورواية الشغوفون الحاصلة على جائزة دبي التقديرية.

## العنوان
يحمل عنوان الرواية "ريح الشركي" دلالة رمزية وجغرافية وثقافية. فـ"ريح الشركي" هو اسم لرياح حارة وجافة تهب على المغرب من الجهة الشرقية، وتُعرف بأنها ريح خماسينية تثير الغبار وتلهب الأجواء، وترمز شعبيًا إلى الاضطراب والعنف والفوضى. من هذا المنطلق، يوحي العنوان بأن الرواية تدور في زمن العواصف السياسية والاجتماعية، وأن أحداثها ستُشبه هذه الريح الساخنة التي تخلخل الاستقرار وتثير الغبار في الرؤية والحياة. ويصبح العنوان مدخلًا لتأمل العلاقة بين الطبيعة والاضطراب الإنساني، حيث تتحول الريح إلى استعارة للاستبداد، والانهيارات الاجتماعية، بل وحتى الانفعالات الداخلية لشخصيات الرواية.

## حول الرواية
تدور الحكاية في فترة أواخر حكم السعديين( أواسط القرن السابع عشر) في مدينة فاس. تبدأ االاحداث بمشهد استعراضي للشاب أحمد بلانكو وهو يتبول على الناس المجتمعين في إحدى ساحات مدينة فاس، وهو يعبر الشوارع ويسأل نفسهُ: «هل يوجد في هذا الزمن الأغبر سلعة أرخص من البشر؟».تمرده ناتج عن كونه علم " بأنّ أخاه يُخصى في ذلك الوقت كي يصير من غلمان الخليفة". يتجمهر الناس حول الشاب بغضب عارم، " كما لو أنّه سبب المآسي التي تحل بالبلاد". وتنتحي عجوز تتقاسم طعام الكلاب والقطط جانباً، مبررة ذلك، بأنّ مصاحبة الكلاب الشاردة خير من مصاحبة كلاب المخزن.

### الاستبداد والسلطة
تعالج الرواية فصولًا من الاستبداد السياسي الذي عاشه المغرب في أواخر حكم السعديين، حيث يسلط الكاتب الضوء على بنية القهر السلطوي من خلال قصة أحمد بلانكو وأخيه الذي يُخصى ليُصبح من غلمان الخليفة. تصوير هذه المأساة الفردية يكشف آلية تحويل الجسد إلى أداة للسلطة، ويظهر كيف يُختزل الإنسان إلى أداة طيعة في خدمة الحاكم. كما تُبرز الرواية علاقة الناس بالسلطة القمعية، بين الخوف والتذمر، بين التمرد والخضوع، ما يجعلها نصًا سياسيًا بامتياز يقرأ الحاضر من خلال مرآة الماضي.

### العشق والمصير الفردي
الرواية لا تكتفي بالبعد السياسي، بل تغوص أيضًا في الجانب العاطفي والنفسي من حياة الشخصيات. يظهر الحب والعشق في الرواية كمخرج محتمل من الألم الجماعي، ولكنه في كثير من الأحيان يتحول إلى سراب جديد أو لعنة. يتداخل الحب مع الألم، والرغبة مع العجز، في رسم شخصيات تبحث عن معنى وجودها في خضم عالم تتفكك فيه القيم. لا تُقدم الرواية الحب كخلاص رومانسي، بل كاختبار للكرامة والوجود في زمن ملوث.

### الأوبئة والموت الجماعي
تتزامن أحداث الرواية مع انتشار وباء في البلاد، ما يمنحها بعدًا سوداويًا ووجوديًا. لا يظهر المرض فقط ككارثة طبيعية، بل كمؤشر على الانهيار السياسي والاجتماعي. في ظلّ عجز الدولة عن التدخل، تتحول المدينة إلى فضاء للموت والخذلان. كما يستخدم الكاتب الأوبئة كاستعارة للعدوى الفكرية والنفسية: عدوى الخضوع، الكراهية، والفساد. يظهر الوباء كقدر جماعي يعمّق عزل الإنسان، ويكشف خواء النظام السياسي.

### الجنون والتمرد الفردي
يظهر البطل أحمد بلانكو كشخص متمرّد، يخرج عن الأعراف والسلوكيات المقبولة، ويُعبّر عن احتجاجه بطرق تبدو للناس جنونية، لكنه في العمق يمثل صوت الضمير المنبوذ. مشهد تبوله على الناس في ساحة فاس ليس إلا صرخة وجودية ضد انحطاط المجتمع، وممارسات السلطوية، واحتقار الإنسان. العجوز التي تفضل مرافقة الكلاب على البشر تمثل صوتًا رمزيًا آخر يكشف عن تفسخ البنية الاجتماعية.

## الجوائز
رغم حداثة صدورها سنة 2017، استطاعت رواية "ريح الشركي" أن تحجز مكانها في المشهد الروائي العربي، حيث وصلت إلى القائمة القصيرة لجائزة الشيخ زايد للكتاب في دورتها الثانية عشرة، وهي واحدة من أرفع الجوائز الأدبية في العالم العربي. كما أنها حصلت على منحة الصندوق العربي للثقافة والفنون (آفاق)، ما يعكس ثقة المؤسسات الثقافية في قيمة العمل أدبيًا وتاريخيًا. هذا الامتداد في التقدير النقدي يُظهر أن الرواية ليست مجرد سرد خيالي، بل عمل أدبي يعيد مساءلة التاريخ المغربي من زاوية إنسانية وفكرية.